# Séamus Downey
Séamus Downey (ur. 13 czerwca 1960 w Banbridge) – irlandzki kolarz szosowy. Olimpijczyk z Los Angeles 1984, gdzie na zawodach kolarskich na szosie roku zajął 43. miejsce w wyścigu indywidualnym.
Zajął 117. miejsce w mistrzostwach świata w 1982.
Wygrał 2. etap Rás Tailteann w 1984. Siódmy w klasyfikacji końcowej na Tour of Ireland w 1984. 23. miejsce w Tour of Britain w 1984. Pierwszy w Tour of Ulster w 1987 i drugi w 1982. Trzeci w Tour of Armagh w 1980 i 1983, a także w wyścigu Paryż-Troyes w 1985 roku.
Jest ojcem Marka Downeya, kolarza torowego i olimpijczyka z Tokio 2020.